# Dolenja vas pri Artičah
Dolenja vas pri Artičah este o localitate din comuna Brežice, Slovenia, cu o populație de 83 de locuitori.